# Henry S. Johnston
Henry Simpson Johnston (* 30. Dezember 1867 in Evansville, Indiana; † 7. Januar 1965 in Perry, Oklahoma) war ein US-amerikanischer Politiker und von 1927 bis 1929 der siebte Gouverneur des Bundesstaates Oklahoma.

## Frühe Jahre und politischer Aufstieg
Schon als Kind zog Henry Johnston mit seinen Eltern nach Kansas. Dort besuchte er die Baker University und das Methodist College. Im Jahr 1891 kam er nach Colorado, wo er Jura studierte und danach als Rechtsanwalt zugelassen wurde. Bald danach zog er nach Perry im Oklahoma-Territorium.
In seiner neuen Heimat machte Johnston eine steile politische Karriere. Zwischen 1897 und 1904 war er Mitglied des territorialen Regierungsrates. Gleichzeitig fungierte er von 1901 bis 1904 als Bezirksstaatsanwalt im Noble County. Im Jahr 1906 war er auch Mitglied der verfassungsgebenden Versammlung von Oklahoma. Danach war er bis 1908 Mitglied und Präsident des Senats des neuen Bundesstaates Oklahoma. Im Jahr 1912 war er Delegierter zur Democratic National Convention in Baltimore, auf der Woodrow Wilson als Präsidentschaftskandidat nominiert wurde. In den folgenden Jahren bis 1926 wurde Johnston in Oklahoma in großen Teilen der Bevölkerung sehr beliebt. Seine Anhänger kamen vor allem aus dem Lager der Prohibitionsbefürworter, aus verschiedenen protestantischen Kirchen und den Freimaurern. Aufgrund seiner Beliebtheit fiel es ihm nicht schwer, im Jahr 1926 mit 55:44 Prozent der Stimmen gegen den Republikaner Omer K. Benedict zum neuen Gouverneur seines Staates gewählt zu werden.

## Gouverneur von Oklahoma
Johnston trat sein neues Amt am 10. Januar 1927 an. Seine Amtszeit begann vielversprechend. Es gelang ihm, einen Haushalt durchzusetzen, der unter anderem das Schulwesen finanziell deutlich besser stellte als bisher. Das gute Einvernehmen mit der Legislative hielt aber nicht lange an. Schon bald kam es zu Meinungsverschiedenheiten. Ein Punkt der Kritik am Gouverneur war der Einfluss seiner Privatsekretärin, einer Mrs. Hammonds, auf seine politischen Entscheidungen. Die Legislative warf daraufhin dem Gouverneur vor, er lasse sich im Amt beeinflussen, und strebte ein Amtsenthebungsverfahren an. Hinzu kamen noch andere politische Meinungsunterschiede. Gouverneur Johnston reagierte darauf ähnlich wie sein Vorvorgänger Jack C. Walton vier Jahre zuvor, als gegen ihn ein Impeachment eingeleitet worden war: Er setzte die Nationalgarde ein. Im Unterschied zu Walton erhielt er die Unterstützung des Obersten Gerichts. Damit konnte er die Anklage vom November 1927 abwenden und die folgenden Monate unbehelligt amtieren.
Sein Ende kam im Jahr 1928 mit seiner Unterstützung für den demokratischen Präsidentschaftskandidaten Al Smith. Dieser war katholisch, während Johnstons Anhänger eifrige Protestanten waren. Smith war für das Ende der Prohibition, Johnstons Anhänger für die Beibehaltung des entsprechenden Gesetzes und schließlich sprach sich Smith gegen religiösen Übereifer aus. Trotzdem unterstützte Johnston ihn und geriet daraufhin in das politische Abseits, zumal der neu gewählte republikanische US-Präsident Herbert Hoover zahlreiche Republikaner aus Oklahoma in Staatsämter berief. Nun verbündeten sich die Demokraten mit den Republikanern in Oklahoma gegen den Gouverneur und initiierten ein erneutes Amtsenthebungsverfahren. Insgesamt wurde Johnston wegen elf angeblicher Vergehen angeklagt. Schließlich wurde er wegen der elften Anklage – allgemeine Inkompetenz – schuldig gesprochen. Am 21. Januar 1929 wurde Johnston suspendiert und am 20. März offiziell seines Amtes enthoben. Vizegouverneur William J. Holloway musste die restliche Amtszeit als Gouverneur beenden.

## Weiterer Lebenslauf
Auch nach seiner Absetzung blieb Johnston politisch aktiv. Zwischen 1932 und 1936 saß er noch einmal im Senat von Oklahoma. Danach praktizierte er wieder als Anwalt. Johnston erreichte mit 97 Jahren ein sehr hohes Alter. Er starb im Januar 1965. Henry Johnston war mit Ethel L. Littleton verheiratet, mit der er vier Kinder hatte.